# Frédéric Neyrat
 (août 2023).
L'article doit être relu — et modifié si nécessaire — par des contributeurs indépendants pour apporter un regard critique aux contributions effectuées en violation des conditions d'utilisation de Wikipédia, tant sur la forme (notamment concernant le style encyclopédique, la proportionnalité) que sur le fond (la neutralité de point de vue, la qualité et l'indépendance des sources).
Frédéric Neyrat est un philosophe français, ancien directeur de programme au Collège international de philosophie et Docteur en philosophie (1998). Il est membre du comité de rédaction de la revue Multitudes et de la revue Lignes. Auteur de plusieurs essais (sur Martin Heidegger, Antonin Artaud, Jean-Luc Nancy), il tente de fonder un existentialisme radicalisé sensible aux questions d'écologie politique.
Il est Professeur dans le département d'Anglais de l'Université de Wisconsin-Madison (États-Unis) et dirige la plateforme électronique Alienocene.

## Publications

### Ouvrages
- Fantasme de la communauté absolue. Lien et déliaison, Paris, L'Harmattan, 2002.
- L'image hors-l'image, Paris, Éditions Leo Scheer, « Manifeste », 2003.
- Surexposés : le monde, le capital, la terre, Paris, Lignes manifestes, 2005.
- L'indemne. Heidegger et la destruction du monde, Paris, Sens et Tonka, « Collège international de philosophie », 2008.
- Biopolitique des catastrophes, Paris, Éditions MF, 2008.
- Instructions pour une prise d'âmes. Artaud et l'envoûtement occidental, Strasbourg, Ed. La Phocide, 2009.
- Le terrorisme. Un concept piégé, Alfortville, Éditions è®e, 2011 (réédition de: Le terrorisme. La tentation de l'abîme, Paris, Larousse, coll. « Philosopher », 2009).
- Clinamen. Flux, absolu et loi spirale, Alfortville, Éditions è®e, 2011.
- Le communisme existentiel de Jean-Luc Nancy, Nouvelles Editions Lignes, 2013[1],[2]
- Atopies. Manifeste pour la philosophie, Éditions Nous, 2014.
- Homo Labyrinthus. Humanisme, antihumanisme, posthumanisme, Éditions Dehors, 2015[3]
- La part inconstructible de la Terre. Critique du géo-constructivisme, Éditions du Seuil, 2016[4],[5],[6],[7]
- Atopias. Manifesto for a Radical Existentialism, Fordham University Press, 2017.
- Échapper à l'horreur. Court traité des interruptions merveilleuses, liminaire de Jean-Luc Nancy, Paris, Éditions Lignes, 2017
- The Unconstructable Earth: An Ecology of separation (New York, Fordham University Press). 256 pages. Translated from the French La Part inconstructible de la Terre, 2018
- Literature and Materialisms (Routledge), 2020
- L’Ange Noir de l’Histoire: Cosmos et Technique de l’Afrofuturisme (Paris, Éditions MF), 2021[8],[9],[10].
- Cosmos Expérimental (Zürich, Abrüpt), 2022
- Le Cosmos de Walter Benjamin: Un Communisme du Lointain (Paris, Kimé), 2022

### Articles en ligne
- «… Sur le passage de quelques images à travers une assez courte unité de temps …Le cinéma de Guy Debord » (Repris sur la revue Débordements, avril 2013)
- « Désublimation explosive. Marcuse au Fight-Club » (è®e numérique, juin 2011)
- « Aux bords du vide. Evénement et sujet dans la philosophie d'Alain Badiou » (è®e numérique, juin 2011,)
- « Ce qui arrive aux images (aux passages des frontières) » (Asylon(s), no 7, mai 2009,)